# Pauline Basquin
Pour les articles homonymes, voir Basquin.
Pauline Van Landeghem née Basquin le  9 décembre 1978 à Rennes en Bretagne, c'est une cavalière de dressage française membre du Cadre noir de Saumur.

## Biographie
Pauline Basquin est née dans une famille de cavaliers, ses parents tenant un centre équestre non loin de Rennes. C'est donc chez ses parents qu'elle apprend l'équitation et que naît sa passion. Après son baccalauréat elle fait une licence de sciences et techniques des activités physiques et sportives. Elle fait par la suite un BE1 puis arrive à l'école nationale d'équitation pour préparer un diplôme d'instructeur. Elle entre au Cadre noir en 2006 en tant que cavalière de saut d'obstacles. En 2012 à la suite d'un voyage organisé par le Cadre noir à Aix-la-Chapelle en Allemagne, elle se lance dans le dressage. En 2017 l'institution lui confie Liaison avec qui elle remporte la seconde place du championnat de France Pro Élite. En 2020 avec Dakota de Hus elle devient championne de France Pro 2. En 2021, c'est un nouveau titre national, cette fois en catégorie Pro 1 avec Sertorius (cheval qui devait être destiné au gala du Cadre noir). En 2022, le couple obtient plusieurs classements en CDI 3 et CDI 4 et représente la France aux CDIO 5 de Compiègne et Rotterdam (NED). Sacré champion de France Pro Élite au Master Pro de Vierzon , leur progression est récompensée par une sélection aux Mondiaux de Herning. À l’automne, le duo fait ses débuts sur le circuit Coupe du monde FEI à Lyon où il achève sa Libre avec la belle note de 74.770%. En 2023 sur les mêmes bases ils obtiennent la note de 76.165%  dans la Libre du CDI-W de Bois-le-Duc. Avec Sertorius remporte la Coupe des nations de Rotterdam avec l’équipe de France puis signe la meilleure performance tricolore aux championnats d’Europe à Riesenbeck en Hesse,,,. En 2024 le couple est qualifié pour les jeux olympiques d'été de 2024 à Paris,,,. Elle participe à la fois aux épreuves en équipes et en individuelle. Le 31 juillet 2024 elle se qualifie en équipe et individuellement pour le dressage au sein du groupe F. Le 3 août 2024 elle participe à la finale par équipes ou la France arrive 6em. Le 4 août c'est la finale individuelle ou elle arrive en 16em position. Sa représentation lors de la finale individuelle le 4 août fût particulièrement commenté du fait de l'utilisation de musiques moderne telles Let's Dance ou Alors on danse,,.

## Vie privée
Pauline Basquin a rencontré en 2006 Mathieu Van Landerghem au Cadre noir depuis ils se sont mariés et ont deux enfants,.

## Images

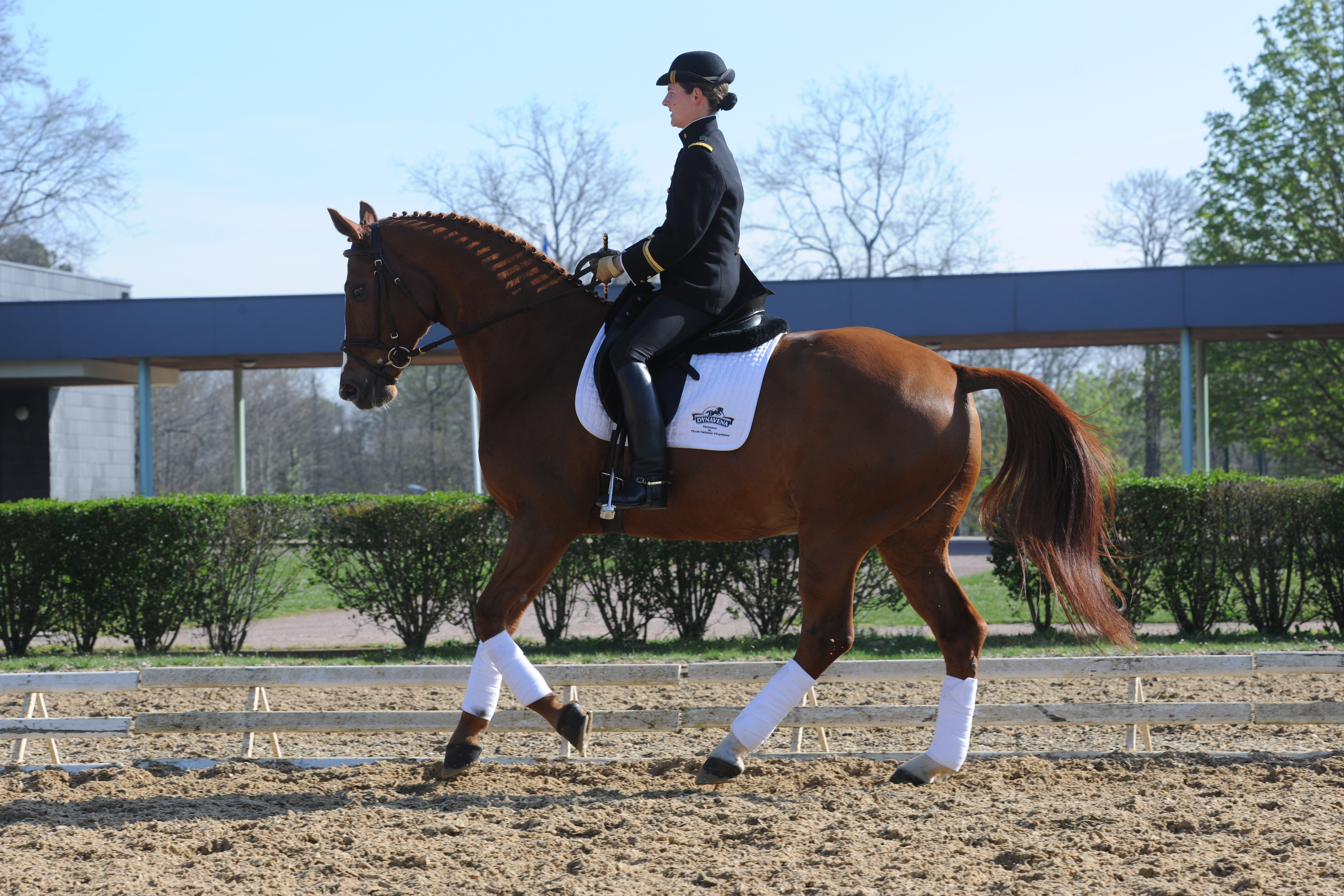
Pauline Basquin sur Liaison
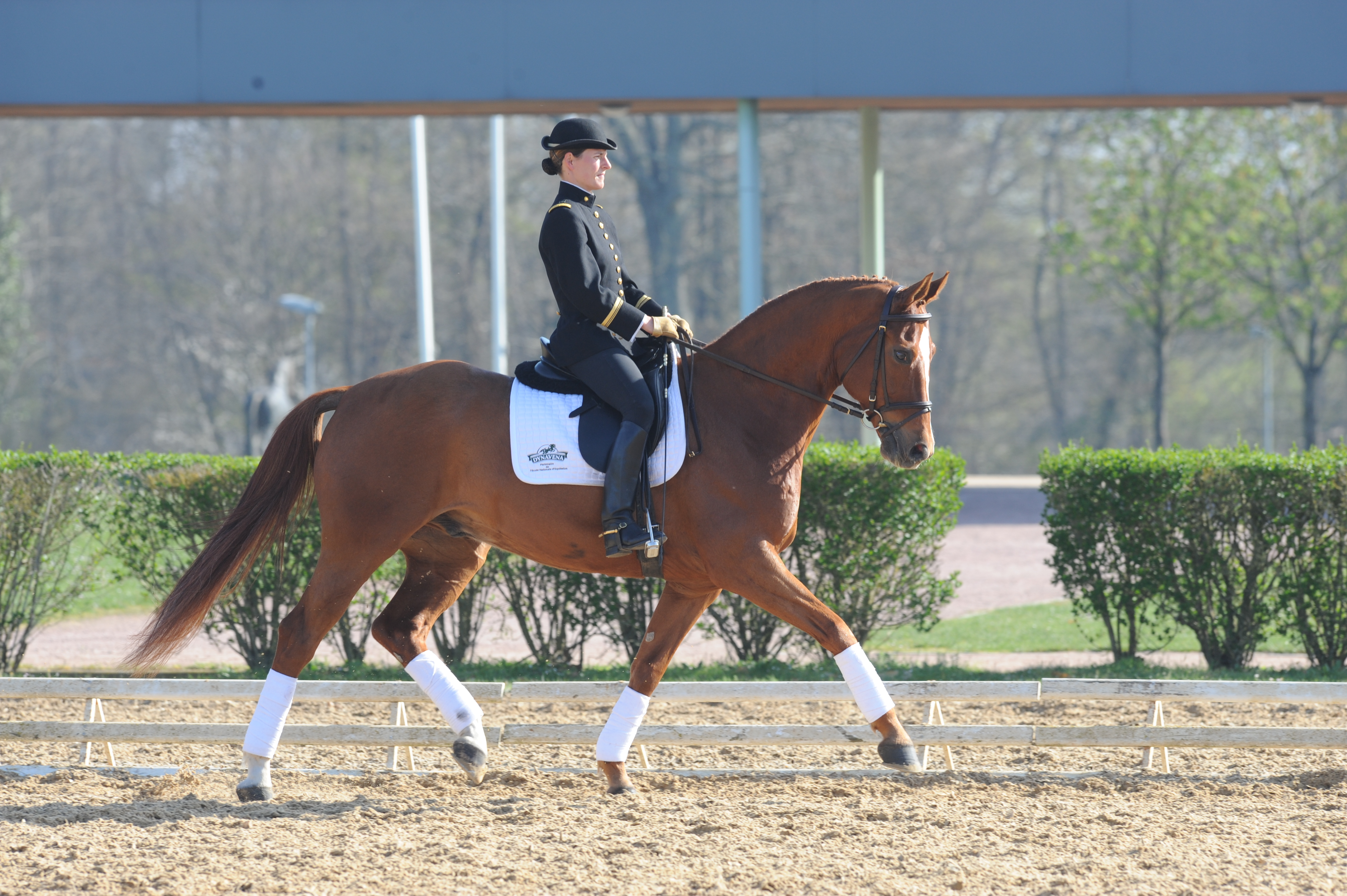
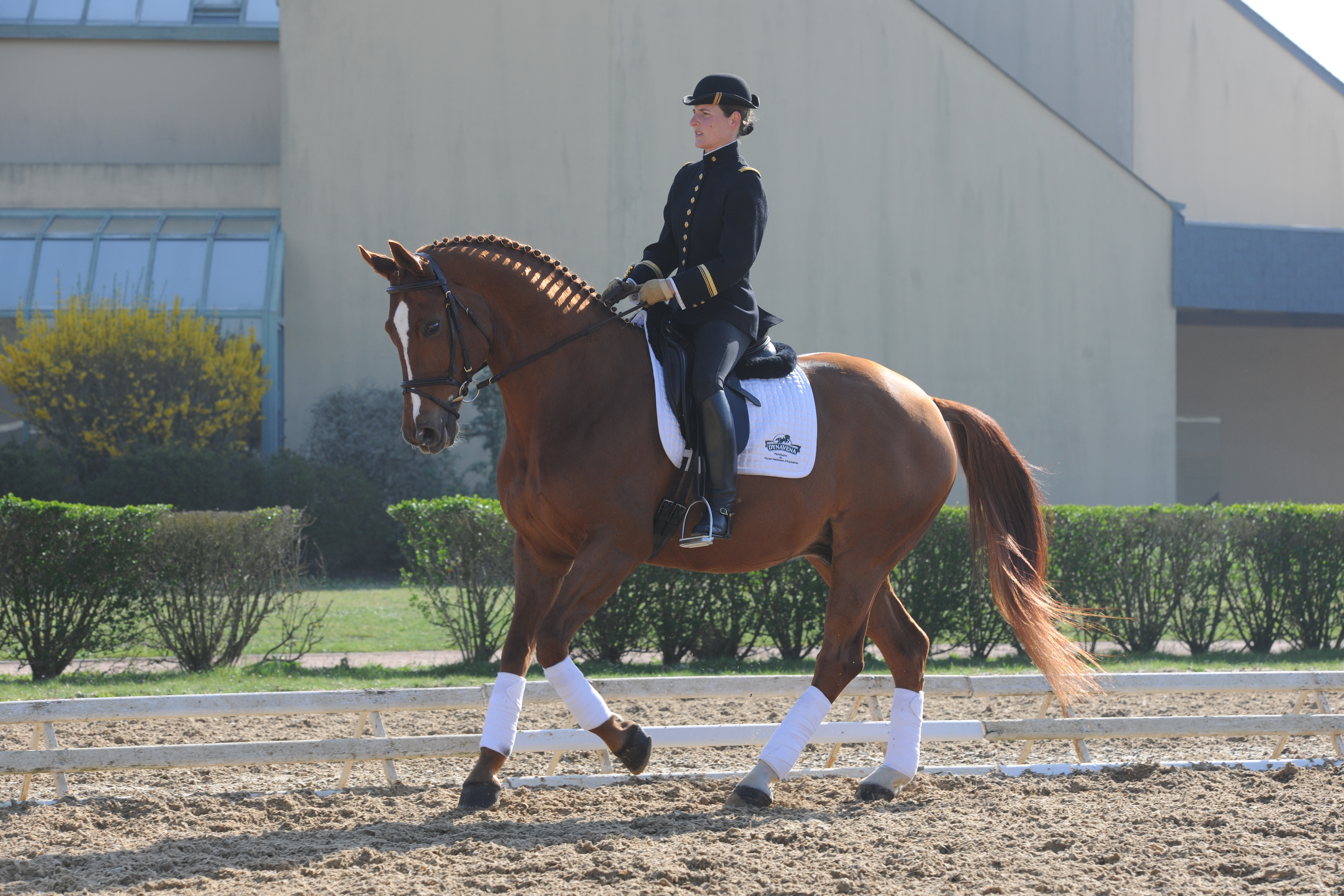
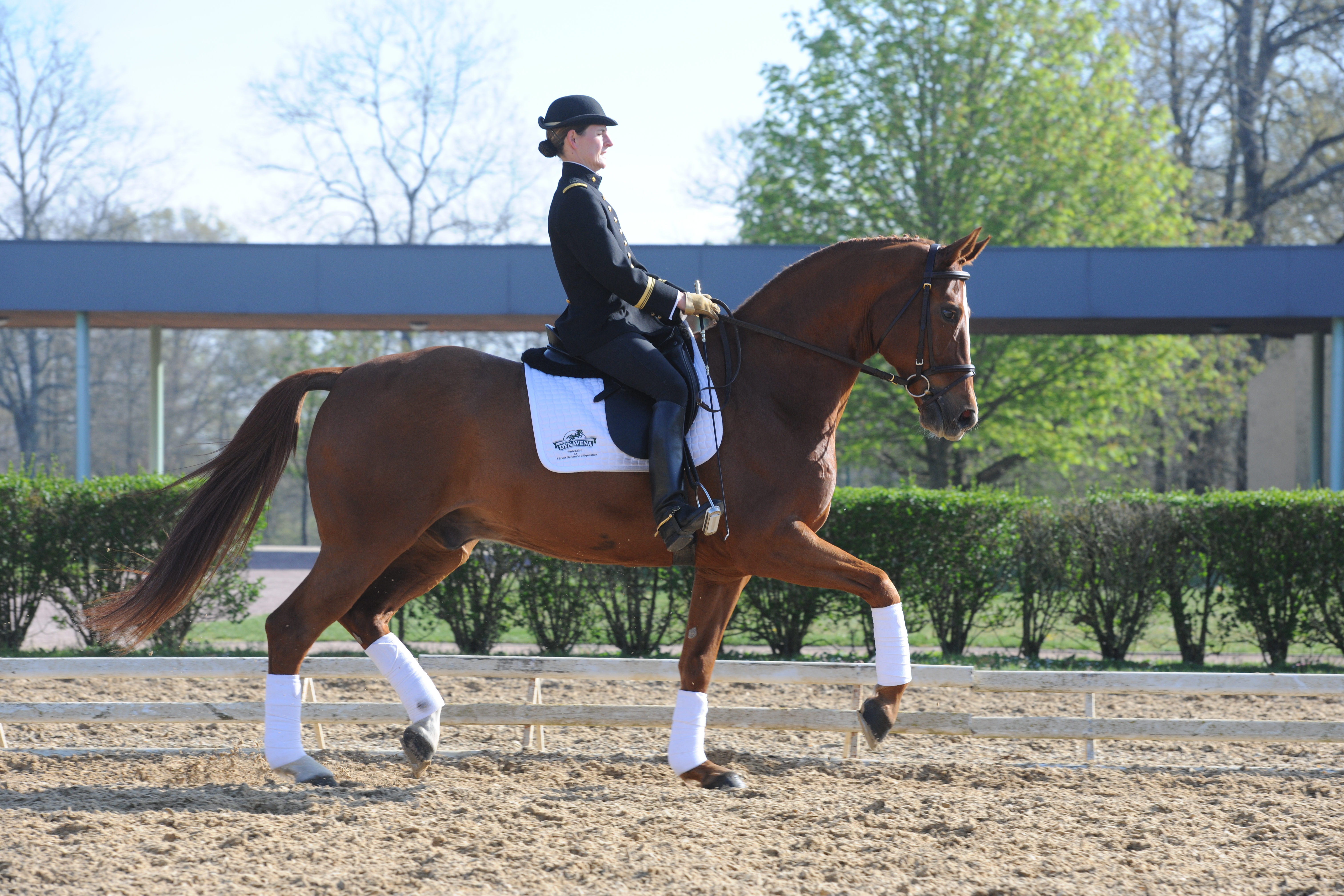
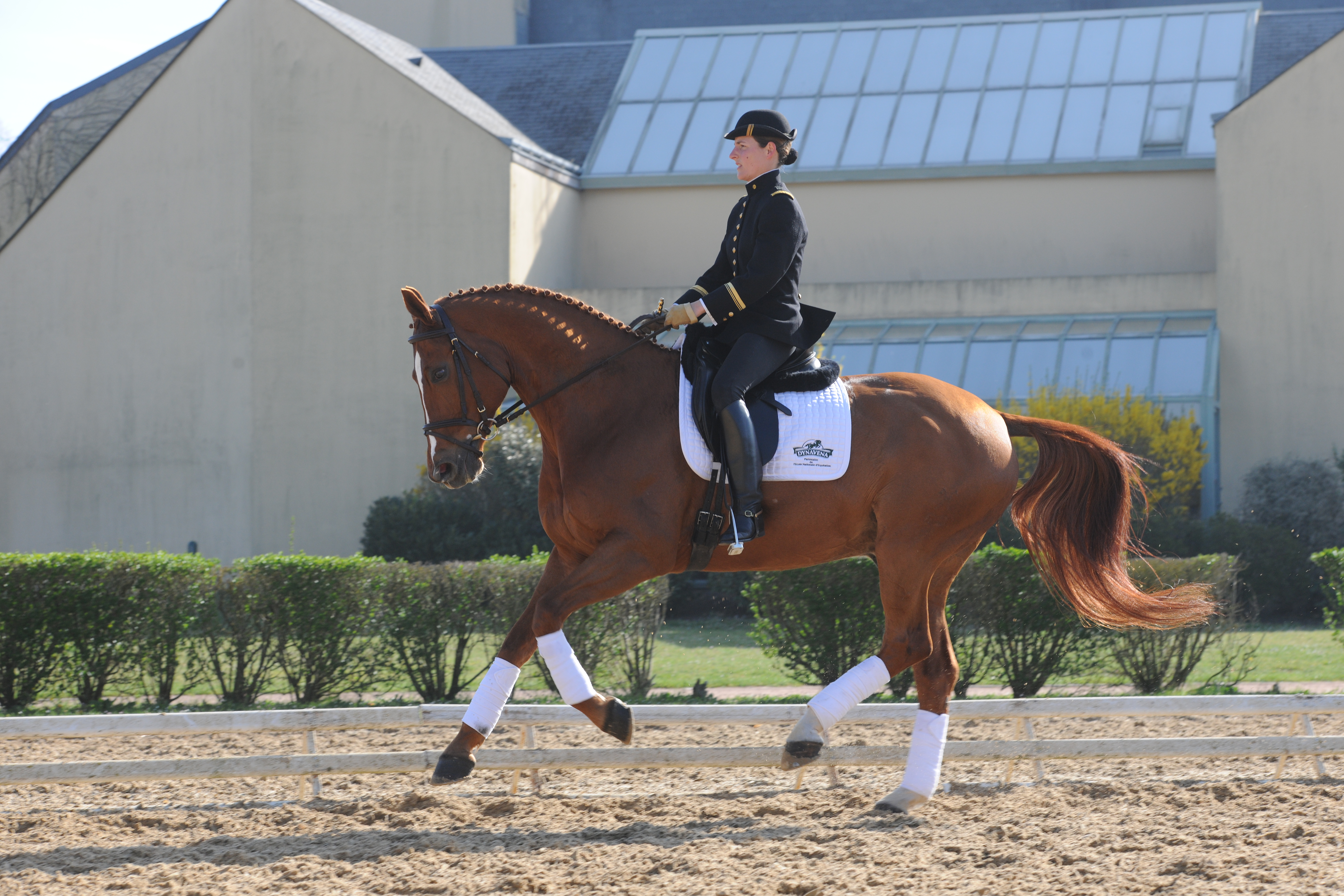